# Artemisio
Artemisio es un cabo situado al noreste de Eubea, Grecia. En un barco hundido cerca de este cabo se encontró la legendaria estatua de Zeus o Poseidón, realizada de bronce fundido.
A siete kilómetros al sureste se alzaba un templo de Ártemis Proseoa (Proséōa) («la que mira hacia Oriente»), diosa epónima del cabo Artemisio, y cuya existencia está atestiguada en una inscripción del siglo II-I a. C.
En las cercanías de Artemisio tuvo lugar la batalla de Artemisio en el contexto de la segunda guerra médica en el año 480 a. C..